# كأس البرتغال 2005–06
كأس البرتغال 2005–06 (بالبرتغالية: Taça de Portugal de 2005–06) هو موسم من كأس البرتغال. كان عدد الأندية المشاركة فيه 228، وفاز فيه نادي بورتو.
النهائي
بورتو 1-0 فيتوريا سيتوبال